# Fase final da Copa Sul-Americana de 2021
A fase final da Copa Sul-Americana de 2021 foi disputada entre 13 de julho e 20 de novembro, compreendendo as disputas de oitavas de final, quartas de final, semifinal e final.

## Critérios de desempate
As equipes se enfrentaram em jogos eliminatórios de ida e volta, classificando-se a que somasse o maior número de pontos. Em caso de igualdade em pontos, a regra do gol marcado como visitante seria utilizada para o desempate. Persistindo o empate, a vaga seria definida em disputa por pênaltis.
Na final, caso ocorresse igualdade no saldo de gols seria disputada uma prorrogação. Se ainda assim não houvesse definição, haveria disputa por pênaltis.

## Esquema
As equipes que estão na parte superior do confronto possuem o mando de campo no primeiro jogo e em negrito as equipes classificadas.
|  | Oitavas de final        | Oitavas de final     | Oitavas de final | Oitavas de final |   |                  | Quartas de final  | Quartas de final  | Quartas de final  | Quartas de final  |  |                     | Semifinais          | Semifinais          | Semifinais          | Semifinais          |                      |   | Final          | Final          |
|  | 13 a 22 de julho        | 13 a 22 de julho     | 13 a 22 de julho | 13 a 22 de julho |   |                  | 10 a 19 de agosto | 10 a 19 de agosto | 10 a 19 de agosto | 10 a 19 de agosto |  |                     | 22 a 30 de setembro | 22 a 30 de setembro | 22 a 30 de setembro | 22 a 30 de setembro |                      |   | 20 de novembro | 20 de novembro |
|  |                         |                      |                  |                  |   |                  |                   |                   |                   |                   |  |                     |                     |                     |                     |                     |                      |   |                |                |
|  | Sporting Cristal        | 2                    | 1                | 3                |   |                  |                   |                   |                   |                   |  |                     |                     |                     |                     |                     |                      |   |                |                |
|  | Arsenal de Sarandí      | 1                    | 1                | 2                |   |                  |                   |                   |                   |                   |  |                     |                     |                     |                     |                     |                      |   |                |                |
|  | Arsenal de Sarandí      | 1                    | 1                | 2                |   | Sporting Cristal | 1                 | 0                 | 1                 |                   |  |                     |                     |                     |                     |                     |                      |   |                |                |
|  |                         |                      |                  |                  |   | Sporting Cristal | 1                 | 0                 | 1                 |                   |  |                     |                     |                     |                     |                     |                      |   |                |                |
|  |                         | Peñarol              | 3                | 1                | 4 |                  |                   |                   |                   |                   |  |                     |                     |                     |                     |                     |                      |   |                |                |
|  | Nacional                | Peñarol              | 3                | 1                | 4 | 1                | 1                 | 2                 |                   |                   |  |                     |                     |                     |                     |                     |                      |   |                |                |
|  | Nacional                |                      |                  |                  |   | 1                | 1                 | 2                 |                   |                   |  |                     |                     |                     |                     |                     |                      |   |                |                |
|  | Peñarol (gf)            | 2                    | 0                | 2                |   |                  |                   |                   |                   |                   |  |                     |                     |                     |                     |                     |                      |   |                |                |
|  | Peñarol (gf)            | 2                    | 0                | 2                |   |                  |                   |                   |                   |                   |  | Peñarol             | 1                   | 0                   | 1                   |                     |                      |   |                |                |
|  |                         |                      |                  |                  |   |                  |                   |                   |                   |                   |  | Peñarol             | 1                   | 0                   | 1                   |                     |                      |   |                |                |
|  |                         | Athletico Paranaense | 2                | 2                | 4 |                  |                   |                   |                   |                   |  |                     |                     |                     |                     |                     |                      |   |                |                |
|  | LDU Quito (gf)          | Athletico Paranaense | 2                | 2                | 4 | 0                | 2                 | 2                 |                   |                   |  |                     |                     |                     |                     |                     |                      |   |                |                |
|  | LDU Quito (gf)          |                      |                  |                  |   | 0                | 2                 | 2                 |                   |                   |  |                     |                     |                     |                     |                     |                      |   |                |                |
|  | Grêmio                  | 1                    | 1                | 2                |   |                  |                   |                   |                   |                   |  |                     |                     |                     |                     |                     |                      |   |                |                |
|  | Grêmio                  | 1                    | 1                | 2                |   | LDU Quito        | 1                 | 2                 | 3                 |                   |  |                     |                     |                     |                     |                     |                      |   |                |                |
|  |                         |                      |                  |                  |   | LDU Quito        | 1                 | 2                 | 3                 |                   |  |                     |                     |                     |                     |                     |                      |   |                |                |
|  |                         | Athletico Paranaense | 0                | 4                | 4 |                  |                   |                   |                   |                   |  |                     |                     |                     |                     |                     |                      |   |                |                |
|  | América de Cali         | Athletico Paranaense | 0                | 4                | 4 | 0                | 1                 | 1                 |                   |                   |  |                     |                     |                     |                     |                     |                      |   |                |                |
|  | América de Cali         |                      |                  |                  |   | 0                | 1                 | 1                 |                   |                   |  |                     |                     |                     |                     |                     |                      |   |                |                |
|  | Athletico Paranaense    | 1                    | 4                | 5                |   |                  |                   |                   |                   |                   |  |                     |                     |                     |                     |                     |                      |   |                |                |
|  | Athletico Paranaense    | 1                    | 4                | 5                |   |                  |                   |                   |                   |                   |  |                     |                     |                     |                     |                     | Athletico Paranaense | 1 |                |                |
|  |                         |                      |                  |                  |   |                  |                   |                   |                   |                   |  |                     |                     |                     |                     |                     |                      | 1 |                |                |
|  |                         | Red Bull Bragantino  | 0                |                  |   |                  |                   |                   |                   |                   |  |                     |                     |                     |                     |                     |                      |   |                |                |
|  | Deportivo Táchira       | Red Bull Bragantino  | 0                | 2                | 0 | 2                |                   |                   |                   |                   |  |                     |                     |                     |                     |                     |                      |   |                |                |
|  | Deportivo Táchira       |                      |                  | 2                | 0 | 2                |                   |                   |                   |                   |  |                     |                     |                     |                     |                     |                      |   |                |                |
|  | Rosário Central         | 2                    | 1                | 3                |   |                  |                   |                   |                   |                   |  |                     |                     |                     |                     |                     |                      |   |                |                |
|  | Rosário Central         | 2                    | 1                | 3                |   | Rosário Central  | 3                 | 0                 | 3                 |                   |  |                     |                     |                     |                     |                     |                      |   |                |                |
|  |                         |                      |                  |                  |   | Rosário Central  | 3                 | 0                 | 3                 |                   |  |                     |                     |                     |                     |                     |                      |   |                |                |
|  |                         | Red Bull Bragantino  | 4                | 1                | 5 |                  |                   |                   |                   |                   |  |                     |                     |                     |                     |                     |                      |   |                |                |
|  | Independiente del Valle | Red Bull Bragantino  | 4                | 1                | 5 | 0                | 1                 | 1                 |                   |                   |  |                     |                     |                     |                     |                     |                      |   |                |                |
|  | Independiente del Valle |                      |                  |                  |   | 0                | 1                 | 1                 |                   |                   |  |                     |                     |                     |                     |                     |                      |   |                |                |
|  | Red Bull Bragantino     | 2                    | 1                | 3                |   |                  |                   |                   |                   |                   |  |                     |                     |                     |                     |                     |                      |   |                |                |
|  | Red Bull Bragantino     | 2                    | 1                | 3                |   |                  |                   |                   |                   |                   |  | Red Bull Bragantino | 2                   | 3                   | 5                   |                     |                      |   |                |                |
|  |                         |                      |                  |                  |   |                  |                   |                   |                   |                   |  | Red Bull Bragantino | 2                   | 3                   | 5                   |                     |                      |   |                |                |
|  |                         | Libertad             | 0                | 1                | 1 |                  |                   |                   |                   |                   |  |                     |                     |                     |                     |                     |                      |   |                |                |
|  | Santos                  | Libertad             | 0                | 1                | 1 | 1                | 1                 | 2                 |                   |                   |  |                     |                     |                     |                     |                     |                      |   |                |                |
|  | Santos                  |                      |                  |                  |   | 1                | 1                 | 2                 |                   |                   |  |                     |                     |                     |                     |                     |                      |   |                |                |
|  | Independiente           | 0                    | 1                | 1                |   |                  |                   |                   |                   |                   |  |                     |                     |                     |                     |                     |                      |   |                |                |
|  | Independiente           | 0                    | 1                | 1                |   | Santos           | 2                 | 0                 | 2                 |                   |  |                     |                     |                     |                     |                     |                      |   |                |                |
|  |                         |                      |                  |                  |   | Santos           | 2                 | 0                 | 2                 |                   |  |                     |                     |                     |                     |                     |                      |   |                |                |
|  |                         | Libertad (gf)        | 1                | 1                | 2 |                  |                   |                   |                   |                   |  |                     |                     |                     |                     |                     |                      |   |                |                |
|  | Junior de Barranquilla  | Libertad (gf)        | 1                | 1                | 2 | 3                | 1                 | 4                 |                   |                   |  |                     |                     |                     |                     |                     |                      |   |                |                |
|  | Junior de Barranquilla  |                      |                  |                  |   | 3                | 1                 | 4                 |                   |                   |  |                     |                     |                     |                     |                     |                      |   |                |                |
|  | Libertad (gf)           | 4                    | 0                | 4                |   |                  |                   |                   |                   |                   |  |                     |                     |                     |                     |                     |                      |   |                |                |

## Oitavas de final
| Chave | Equipe 1                | Total    | Equipe 2             | Ida | Volta |
| ----- | ----------------------- | -------- | -------------------- | --- | ----- |
| A     | Nacional                | 2–2 (gf) | Peñarol              | 1–2 | 1–0   |
| B     | Independiente del Valle | 1–3      | Red Bull Bragantino  | 0–2 | 1–1   |
| C     | Santos                  | 2–1      | Independiente        | 1–0 | 1–1   |
| D     | América de Cali         | 1–5      | Athletico Paranaense | 0–1 | 1–4   |
| E     | LDU Quito               | 2–2 (gf) | Grêmio               | 0–1 | 2–1   |
| F     | Junior de Barranquilla  | 4–4 (gf) | Libertad             | 3–4 | 0–1   |
| G     | Deportivo Táchira       | 2–3      | Rosário Central      | 2–2 | 0–1   |
| H     | Sporting Cristal        | 3–2      | Arsenal de Sarandí   | 2–1 | 1–1   |

### Chave A
| 15 de julho   | Nacional        | 1 – 2     | Peñarol                          | Estádio Gran Parque Central, Montevidéu |
| 21:30 (UTC−3) | Bergessio 90+5' | Relatório | Canobbio 45+2' · Rodríguez 90+2' | Árbitro: ARG Néstor Pitana              |

| 22 de julho   | Peñarol | 0 – 1     | Nacional      | Estádio Campeón del Siglo, Montevidéu |
| 21:30 (UTC−3) |         | Relatório | Corujo 90+11' | Árbitro: BRA Anderson Daronco         |

2–2 no placar agregado, Peñarol avançou pela regra do gol fora de casa.

### Chave B
| 14 de julho   | Independiente del Valle | 0 – 2     | Red Bull Bragantino              | Estádio Banco Guayaquil, Sangolquí |
| 19:30 (UTC–5) |                         | Relatório | Fabrício Bruno 19' · Ramires 66' | Árbitro: CHI Roberto Tobar         |

| 21 de julho   | Red Bull Bragantino | 1 – 1     | Independiente del Valle | Estádio Nabi Abi Chedid, Bragança Paulista |
| 21:30 (UTC−3) | Cuello 52'          | Relatório | Guerrero 4'             | Árbitro: COL Carlos Betancur               |

Red Bull Bragantino venceu por 3–1 no placar agregado.

### Chave C
| 15 de julho   | Santos         | 1 – 0     | Independiente | Estádio Vila Belmiro, Santos |
| 19:15 (UTC−3) | Kaio Jorge 69' | Relatório |               | Árbitro: COL Wilmar Roldán   |

| 22 de julho   | Independiente | 1 – 1     | Santos         | Estádio Libertadores de América, Avellaneda |
| 19:15 (UTC−3) | González 68'  | Relatório | Kaio Jorge 38' | Árbitro: PER Diego Haro                     |

Santos venceu por 2–1 no placar agregado.

### Chave D
| 13 de julho   | América de Cali | 0 – 1     | Athletico Paranaense | Estádio Hernán Ramírez Villegas, Pereira |
| 19:30 (UTC−5) |                 | Relatório | Nikão 73' (pen)      | Árbitro: VEN José Argote                 |

| 20 de julho   | Athletico Paranaense                                        | 4 – 1     | América de Cali | Arena da Baixada, Curitiba |
| 21:30 (UTC−3) | Vitinho 26', 71' · Nikão 79' (pen) · Fernando Canesin 90+7' | Relatório | Ramos 70' (pen) | Árbitro: ARG Darío Herrera |

Athletico Paranaense venceu por 5–1 no placar agregado.

### Chave E
| 13 de julho   | LDU Quito | 0 – 1     | Grêmio          | Estádio Casa Blanca, Quito   |
| 17:15 (UTC−5) |           | Relatório | Léo Pereira 19' | Árbitro: CHI Christian Garay |

| 20 de julho   | Grêmio          | 1 – 2     | LDU Quito              | Arena do Grêmio, Porto Alegre |
| 19:15 (UTC−3) | Diego Souza 23' | Relatório | Alcívar 44', 56' (pen) | Árbitro: VEN José Argote      |

2–2 no placar agregado, LDU Quito avançou pela regra do gol fora de casa.

### Chave F
| 14 de julho   | Junior de Barranquilla                        | 3 – 4     | Libertad                                         | Estádio Metropolitano, Barranquilla |
| 19:30 (UTC−5) | Valencia 4' · Piedrahita 36' · Hinestroza 39' | Relatório | Villalba 12', 14' · Enciso 48' · H. Martínez 70' | Árbitro: BRA Wilton Sampaio         |

| 21 de julho   | Libertad | 0 – 1     | Junior de Barranquilla | Estádio Defensores del Chaco, Assunção |
| 20:30 (UTC–4) |          | Relatório | González 87'           | Árbitro: URU Andrés Matonte            |

4–4 no placar agregado, Libertad avançou pela regra do gol fora de casa.

### Chave G
| 15 de julho   | Deportivo Táchira             | 2 – 2     | Rosário Central              | Polideportivo de Pueblo Nuevo, San Cristóbal |
| 20:30 (UTC-4) | Granados 59' · Angarita 90+4' | Relatório | Ferreyra 26' · Marinelli 90' | Árbitro: BRA Flávio Souza                    |

| 22 de julho   | Rosário Central | 1 – 0     | Deportivo Táchira | Estádio Gigante de Arroyito, Rosário |
| 21:30 (UTC−3) | Vecchio 42'     | Relatório |                   | Árbitro: URU Daniel Fedorczuk        |

Rosário Central venceu por 3–2 no placar agregado.

### Chave H
| 14 de julho   | Sporting Cristal         | 2 – 1     | Arsenal de Sarandí | Estádio Nacional, Lima          |
| 17:15 (UTC−5) | Hohberg 90' (pen), 90+8' | Relatório | Mazzola 70'        | Árbitro: ECU Guillermo Guerrero |

| 21 de julho   | Arsenal de Sarandí | 1 – 1     | Sporting Cristal | Estádio Julio Humberto Grondona, Sarandí |
| 19:15 (UTC−3) | Albertengo 52'     | Relatório | Gonzáles 85'     | Árbitro: BRA Raphael Claus               |

Sporting Cristal venceu por 3–2 no placar agregado.

## Quartas de final
| Chave | Equipe 1         | Total    | Equipe 2             | Ida | Volta |
| ----- | ---------------- | -------- | -------------------- | --- | ----- |
| S1    | Sporting Cristal | 1–4      | Peñarol              | 1–3 | 0–1   |
| S2    | Rosário Central  | 3–5      | Red Bull Bragantino  | 3–4 | 0–1   |
| S3    | Santos           | 2–2 (gf) | Libertad             | 2–1 | 0–1   |
| S4    | LDU Quito        | 3–4      | Athletico Paranaense | 1–0 | 2–4   |

### Chave S1
| 11 de agosto  | Sporting Cristal | 1 – 3     | Peñarol                                          | Estádio Nacional, Lima      |
| 17:15 (UTC−5) | Merlo 90'        | Relatório | Álvarez Martínez 8' · Torres 19' · Gargano 90+5' | Árbitro: BRA Wilton Sampaio |

| 18 de agosto  | Peñarol      | 1 – 0     | Sporting Cristal | Estádio Campeón del Siglo, Montevidéu     |
| 19:15 (UTC−3) | Trindade 40' | Relatório |                  | Público: 5 000 Árbitro: ARG Facundo Tello |

Peñarol venceu por 4–1 no placar agregado.

### Chave S2
| 10 de agosto  | Rosário Central               | 3 – 4     | Red Bull Bragantino                            | Estádio Gigante de Arroyito, Rosário |
| 19:15 (UTC−3) | Ruben 23', 55' · Caraglio 62' | Relatório | Bruno Praxedes 16' · Artur 20' (pen), 43', 73' | Árbitro: PER Diego Haro              |

| 17 de agosto  | Red Bull Bragantino | 1 – 0     | Rosário Central | Estádio Nabi Abi Chedid, Bragança Paulista |
| 19:15 (UTC−3) | Artur 90+3'         | Relatório |                 | Árbitro: URU Christian Ferreyra            |

Red Bull Bragantino venceu por 5–3 no placar agregado.

### Chave S3
| 12 de agosto  | Santos                                   | 2 – 1     | Libertad      | Estádio Vila Belmiro, Santos |
| 21:30 (UTC−3) | Sánchez 43' (pen) · Barboza 90+3' (g.c.) | Relatório | Bocanegra 59' | Árbitro: URU Leodán González |

| 19 de agosto  | Libertad     | 1 – 0     | Santos | Estádio Defensores del Chaco, Assunção |
| 20:30 (UTC−4) | Ferreira 14' | Relatório |        | Árbitro: VEN Alexis Herrera            |

2–2 no placar agregado, Libertad avançou pela regra do gol fora de casa.

### Chave S4
| 12 de agosto  | LDU Quito  | 1 – 0     | Athletico Paranaense | Estádio Casa Blanca, Quito  |
| 17:15 (UTC−5) | Reasco 87' | Relatório |                      | Árbitro: URU Andrés Matonte |

| 19 de agosto  | Athletico Paranaense                        | 4 – 2     | LDU Quito                | Arena da Baixada, Curitiba |
| 19:15 (UTC−3) | Christian 26', 29' · Bissoli 62', 69' (pen) | Relatório | Amarilla 11' · Julio 43' | Árbitro: PAR Éber Aquino   |

Athletico Paranaense venceu por 4–3 no placar agregado.

## Semifinais
| Chave | Equipe 1            | Total | Equipe 2             | Ida | Volta |
| ----- | ------------------- | ----- | -------------------- | --- | ----- |
| F1    | Peñarol             | 1–4   | Athletico Paranaense | 1–2 | 0–2   |
| F2    | Red Bull Bragantino | 5–1   | Libertad             | 2–0 | 3–1   |

### Chave F1
| 23 de setembro | Peñarol              | 1 – 2     | Athletico Paranaense        | Estádio Campeón del Siglo, Montevidéu   |
| 21:30 (UTC−3)  | Álvarez Martínez 22' | Relatório | Terans 2' · Pedro Rocha 75' | Público: 16 000 Árbitro: PER Diego Haro |

| 30 de setembro | Athletico Paranaense        | 2 – 0     | Peñarol | Arena da Baixada, Curitiba    |
| 21:30 (UTC−3)  | Nikão 24' · Pedro Rocha 80' | Relatório |         | Árbitro: VEN Jesús Valenzuela |

Athletico Paranaense venceu por 4–1 no placar agregado.

### Chave F2
| 22 de setembro | Red Bull Bragantino         | 2 – 0     | Libertad | Estádio Nabi Abi Chedid, Bragança Paulista |
| 19:15 (UTC−3)  | Ytalo 29' · Artur 50' (pen) | Relatório |          | Público: 1 203 Árbitro: ARG Facundo Tello  |

| 29 de setembro | Libertad      | 1 – 3     | Red Bull Bragantino        | Estádio Defensores del Chaco, Assunção  |
| 18:15 (UTC–4)  | Melgarejo 52' | Relatório | Cuello 9', 57' · Artur 82' | Público: 787 Árbitro: ARG Néstor Pitana |

Red Bull Bragantino venceu por 5–1 no placar agregado.

## Final
O campeão tem o direito de participar da Copa Libertadores da América de 2022, além de disputar a Recopa Sul-Americana e a Levain Cup do ano seguinte.
| 20 de novembro | Athletico Paranaense | 1 – 0     | Red Bull Bragantino | Estádio Centenario, Montevidéu               |
| 17:00 (UTC−3)  | Nikão 29'            | Relatório |                     | Público: ~20 000 Árbitro: URU Andrés Matonte |